# Drevant

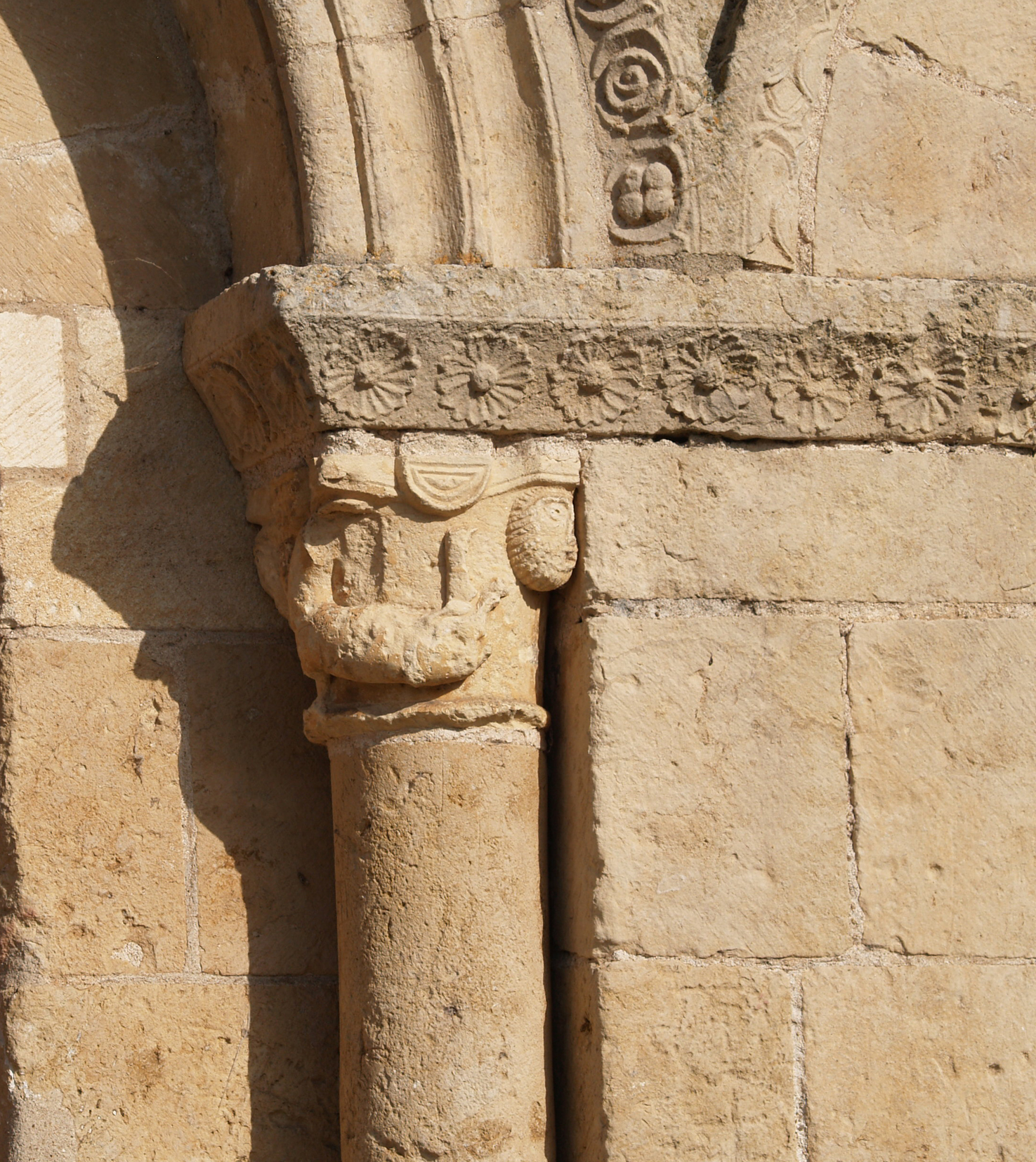
Détail de la façade du prieuré

Drevant est une commune française, située dans le département du Cher en région Centre-Val de Loire, dans un environnement naturel préservé (zone natura 2000) et proche de la sortie autoroute A71 (Saint-Amand-Montrond).
Drevant est un important site gallo-romain.
Le prieuré médiéval, site clunisien et monument historique, a joué un rôle essentiel dans la constitution du village et de la paroisse ; il représente plus de sept siècles d'implantation monastique qui ont façonné le paysage et développé l'activité économique, notamment la viticulture.
Drevant est l'une des dix-neuf communes de la communauté de communes Cœur de France, riches en intérêt patrimonial et touristique.

## Géographie
Drevant est situé sur la rive droite du Cher.

### Climat
Pour des articles plus généraux, voir Climat du Centre-Val de Loire et Climat du Cher.
En 2010, le climat de la commune est de type climat océanique dégradé des plaines du Centre et du Nord, selon une étude du CNRS s'appuyant sur une série de données couvrant la période 1971-2000. En 2020, Météo-France publie une typologie des climats de la France métropolitaine dans laquelle la commune est exposée à un climat océanique altéré et est dans la région climatique  Ouest et nord-ouest du Massif Central, caractérisée par une pluviométrie annuelle de 900 à 1 500 mm, maximale en automne et en hiver.
Pour la période 1971-2000, la température annuelle moyenne est de 11,5 °C, avec une amplitude thermique annuelle de 15,6 °C. Le cumul annuel moyen de précipitations est de 724 mm, avec 10,5 jours de précipitations en janvier et 7,2 jours en juillet. Pour la période 1991-2020, la température moyenne annuelle observée sur la station météorologique la plus proche, située sur la commune d'Orval à 5 km à vol d'oiseau, est de 12,3 °C et le cumul annuel moyen de précipitations est de 757,1 mm,. Pour l'avenir, les paramètres climatiques de la commune estimés pour 2050 selon différents scénarios d'émission de gaz à effet de serre sont consultables sur un site dédié publié par Météo-France en novembre 2022.
| Mois                                  | jan.            | fév.           | mars           | avril         | mai             | juin          | jui.          | août           | sep.         | oct.            | nov.            | déc.           | année      |
| ------------------------------------- | --------------- | -------------- | -------------- | ------------- | --------------- | ------------- | ------------- | -------------- | ------------ | --------------- | --------------- | -------------- | ---------- |
| Température minimale moyenne (°C)     | 1,1             | 0,8            | 2,8            | 4,9           | 8,7             | 12,3          | 14            | 13,7           | 10,2         | 7,8             | 3,9             | 1,6            | 6,8        |
| Température moyenne (°C)              | 4,7             | 5,3            | 8,4            | 11,1          | 15              | 18,7          | 20,7          | 20,5           | 16,6         | 13              | 8,1             | 5,1            | 12,3       |
| Température maximale moyenne (°C)     | 8,2             | 9,7            | 14             | 17,3          | 21,2            | 25            | 27,5          | 27,3           | 23           | 18,1            | 12,2            | 8,6            | 17,7       |
| Record de froid (°C) date du record   | −12,7 26.01.07  | −13,6 09.02.12 | −12,2 01.03.05 | −4,3 11.04.03 | −1,1 08.05.1997 | 3,9 04.06.01  | 6 17.07.00    | 3,5 30.08.1993 | 1,2 20.09.12 | −7,6 30.10.1997 | −9,6 21.11.1993 | −12,5 16.12.01 | −13,6 2012 |
| Record de chaleur (°C) date du record | 20,2 05.01.1999 | 24,7 27.02.19  | 26,7 16.03.12  | 30,7 30.04.05 | 34 27.05.05     | 41,8 29.06.19 | 42,3 24.07.19 | 41,6 06.08.03  | 37 14.09.20  | 30,3 12.10.18   | 26,3 07.11.15   | 19 17.12.15    | 42,3 2019  |
| Précipitations (mm)                   | 59,9            | 48,6           | 50,1           | 66            | 77,8            | 61,8          | 62,1          | 55,1           | 67           | 69,3            | 70,4            | 69             | 757,1      |

## Urbanisme

### Typologie
Au 1er janvier 2024, Drevant est catégorisée commune rurale à habitat dispersé, selon la nouvelle grille communale de densité à 7 niveaux définie par l'Insee en 2022.
Elle appartient à l'unité urbaine de Saint-Amand-Montrond, une agglomération intra-départementale dont elle est une commune de la banlieue,. Par ailleurs la commune fait partie de l'aire d'attraction de Saint-Amand-Montrond, dont elle est une commune de la couronne,. Cette aire, qui regroupe 36 communes, est catégorisée dans les aires de moins de 50 000 habitants,.

### Occupation des sols
L'occupation des sols de la commune, telle qu'elle ressort de la base de données européenne d’occupation biophysique des sols Corine Land Cover (CLC), est marquée par l'importance des territoires agricoles (76,8 % en 2018), en diminution par rapport à 1990 (81,5 %). La répartition détaillée en 2018 est la suivante : 
zones agricoles hétérogènes (40,4 %), prairies (19,8 %), zones urbanisées (19,2 %), terres arables (16,7 %), forêts (4 %).
L'évolution de l’occupation des sols de la commune et de ses infrastructures peut être observée sur les différentes représentations cartographiques du territoire : la carte de Cassini (XVIIIe siècle), la carte d'état-major (1820-1866) et les cartes ou photos aériennes de l'IGN pour la période actuelle (1950 à aujourd'hui).

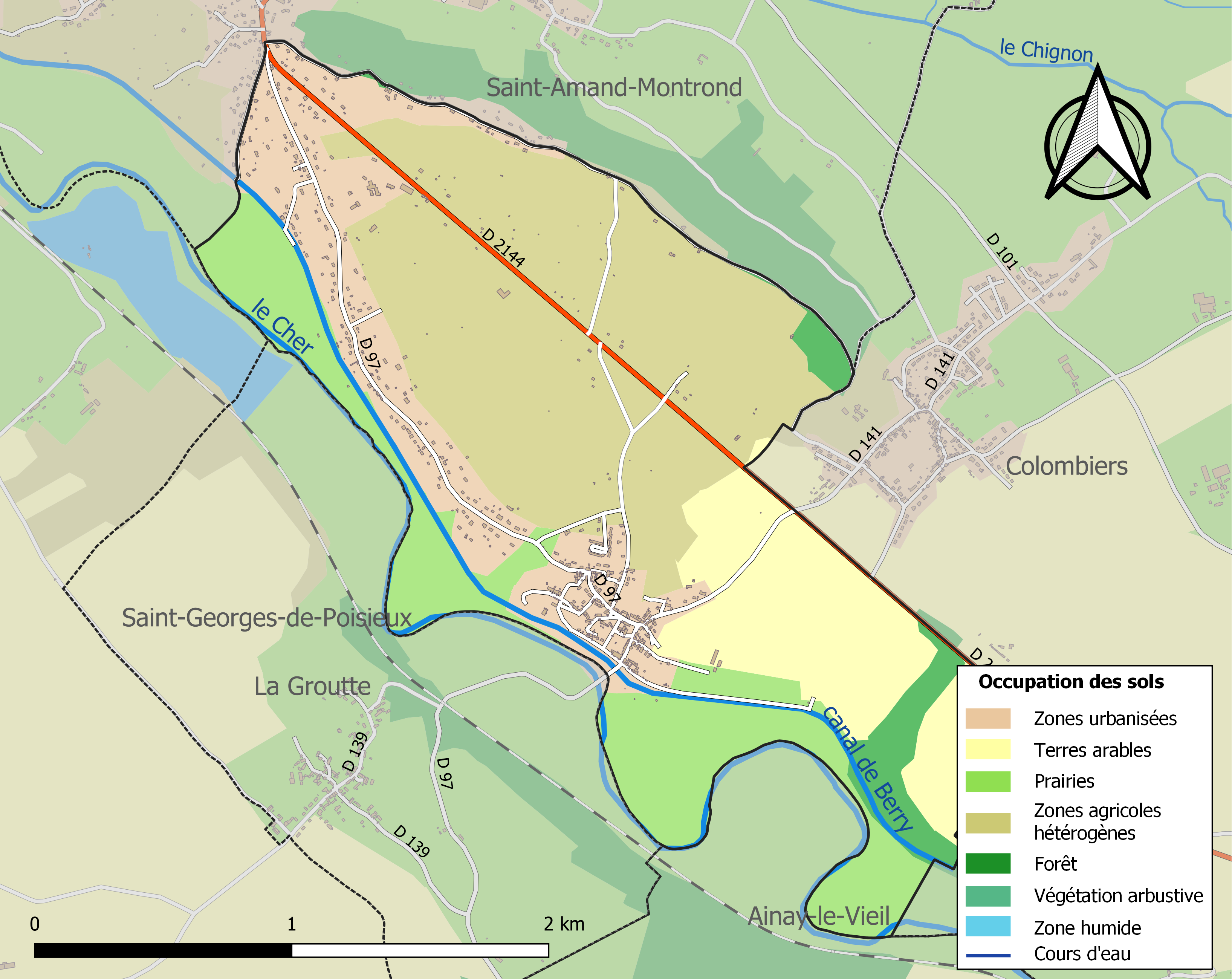
Carte des infrastructures et de l'occupation des sols de la commune en 2018 (CLC).

### Risques majeurs
Le territoire de la commune de Drevant est vulnérable à différents aléas naturels : météorologiques (tempête, orage, neige, grand froid, canicule ou sécheresse), inondations, mouvements de terrains et séisme (sismicité faible). Il est également exposé à un risque technologique, une rupture de barrage. Un site publié par le BRGM permet d'évaluer simplement et rapidement les risques d'un bien localisé soit par son adresse soit par le numéro de sa parcelle.

#### Risques naturels
Certaines parties du territoire communal sont susceptibles d’être affectées par le risque d’inondation par débordement de cours d'eau, notamment le Cher et le canal de Berry. La commune a été reconnue en état de catastrophe naturelle au titre des dommages causés par les inondations et coulées de boue survenues en 1982 et 1999,.

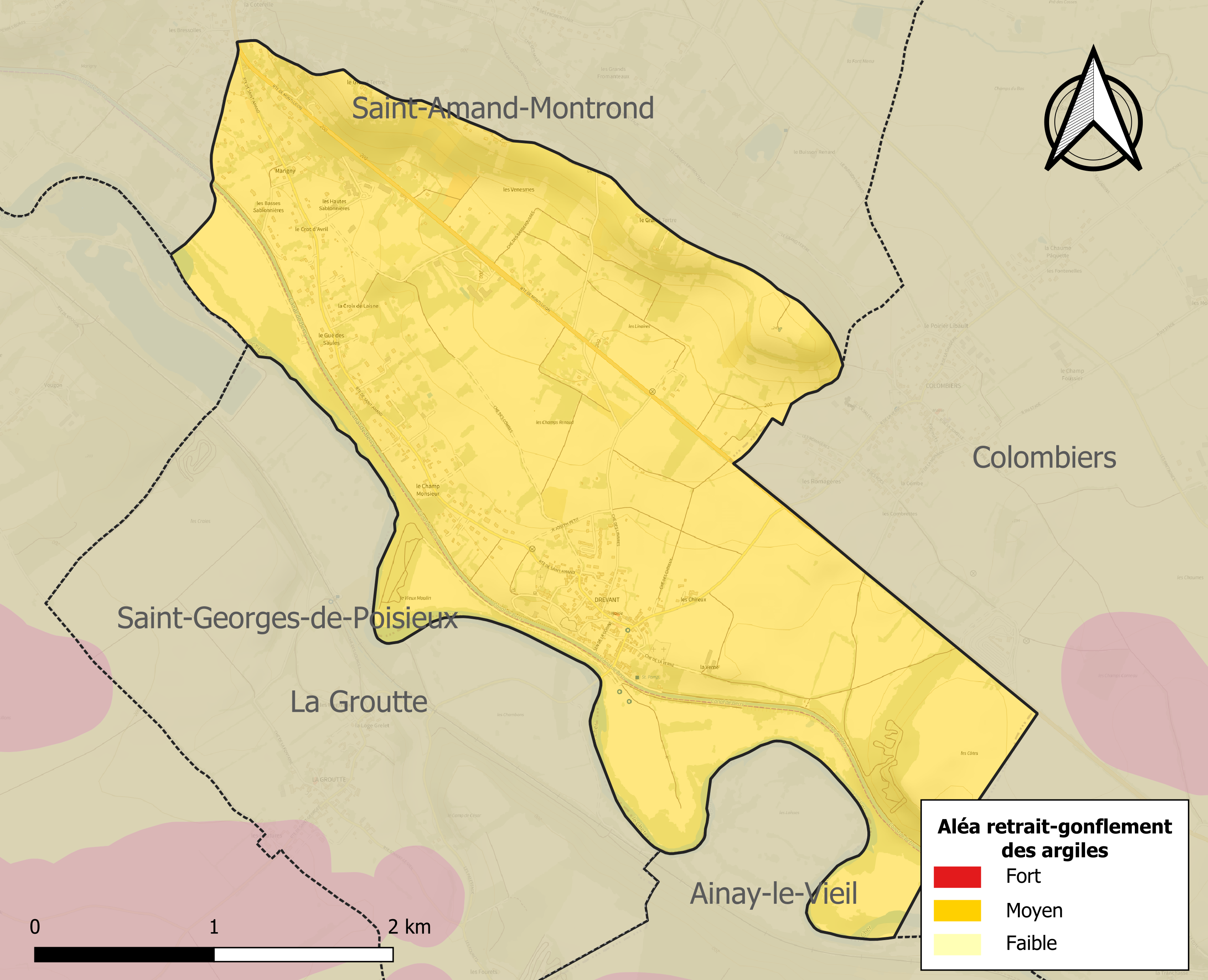
Carte des zones d'aléa retrait-gonflement des sols argileux de Drevant.

La commune est vulnérable au risque de mouvements de terrains constitué principalement du retrait-gonflement des sols argileux. Cet aléa est susceptible d'engendrer des dommages importants aux bâtiments en cas d’alternance de périodes de sécheresse et de pluie. La totalité de la commune est en aléa moyen ou fort (90 % au niveau départemental et 48,5 % au niveau national). Sur les 309 bâtiments dénombrés sur la commune en 2019, 309 sont en aléa moyen ou fort, soit 100 %, à comparer aux 83 % au niveau départemental et 54 % au niveau national. Une cartographie de l'exposition du territoire national au retrait gonflement des sols argileux est disponible sur le site du BRGM,.
Concernant les mouvements de terrains, la commune a été reconnue en état de catastrophe naturelle au titre des dommages causés par la sécheresse en 1989 et 2020 et par des mouvements de terrain en 1999.

#### Risques technologiques
La commune est en outre située en aval du barrage de Rochebut, de classe A et faisant l'objet d'un PPI. À ce titre elle est susceptible d’être touchée par l’onde de submersion consécutive à la rupture de cet ouvrage.

## Toponymie
Le nom de la localité est attesté sous la forme latinisée Derventum en 1217.
Il s'agit d'un composé celtique (gaulois) basé sur le substantif dervos « chêne » et le suffixe prélatin -entum que l'on retrouve dans les Nogent (Novientum). Derventum remonte plus précisément à *Derventon « chênaie » et est homonyme de Darvoy (Loiret, Darvetum 1137), formé un autre suffixe, à savoir le suffixe collectif -etum (-ETU) qui a donné le suffixe -aie en français (chênaie, hêtraie, etc.). Il existait en ancien français un mot dervée « forêt de chêne ».
Le brittonique conserve le même mot : moyen breton deru « chênes », breton dervenn, gallois derwen. Plus loin, il s'agit d'une forme apophonique de l'indo-européen *dóru, génitif *dréus, en composition *dru- « arbre, bois » → « dur, solide, ferme ».

## Histoire
Drevant conserve les traces d'une forte activité cultuelle de la période gallo-romaine. Le théâtre antique , souvent considéré à tort comme un amphithéâtre associé aux spectacles sanglants (fauves, gladiateurs)[réf. souhaitée], s'inscrit dans un ensemble religieux complet et cohérent :
- espace sacré comprenant 2 fana associés à une source ;
- sanctuaire des eaux, parfois considéré comme un établissement thermal ;
- aqueducs alimentant le sanctuaire, en provenance de la source de Meslon à Coust et du Chignon à Colombiers.

Le site est à l'écart de la voie antique, qui se trouve sur l'autre rive du Cher.
On ignore le nom de la ou des divinités honorées dans ce lieu, mais son étendue et sa position géographique en font un des lieux sacrés les plus importants de la cité des Bituriges (voir les musées de Saint-Amand-Montrond et de Bourges).
Une nécropole médiévale a été fouillée entre le prieuré et l'église paroissiale.
À l'époque féodale, le théâtre est réutilisé pour servir de base à une forteresse dépendant de la seigneurie de Charenton (creusement d'un puits dans le sol de l'arène et fondation d'un bâtiment).
Ebbe de Charenton donne en 1055 à l'abbaye creusoise du Moûtier-d'Ahun, l'église primitive. Elle y établit un prieuré cure. Il aura une importance économique pour le village, liée entre autres à la viticulture, propice sur les coteaux du Cher et développée par les moines.
La commune possédait au XIXe siècle un important terroir viticole, dont il subsiste de nombreuses « loges de vigne ».

## Politique et administration

### Liste des maires
| Période                                  | Période  | Identité       | Étiquette | Qualité                                         |
| ---------------------------------------- | -------- | -------------- | --------- | ----------------------------------------------- |
| Les données manquantes sont à compléter. |          |                |           |                                                 |
| 1977                                     | mai 2020 | Bernard Jamet  |           | Retraité de l'enseignement                      |
| mai 2020                                 | En cours | Patrick Bigot, |           | Ancien artisan, commerçant ou chef d'entreprise |

### Politique environnementale
Dans son palmarès 2016, le Conseil National des Villes et Villages Fleuris de France a attribué une fleur à la commune au Concours des villes et villages fleuris.

## Démographie
L'évolution du nombre d'habitants est connue à travers les recensements de la population effectués dans la commune depuis 1793. Pour les communes de moins de 10 000 habitants, une enquête de recensement portant sur toute la population est réalisée tous les cinq ans, les populations de référence des années intermédiaires étant quant à elles estimées par interpolation ou extrapolation. Pour la commune, le premier recensement exhaustif entrant dans le cadre du nouveau dispositif a été réalisé en 2004.

En 2022, la commune comptait 551 habitants, en évolution de −1,25 % par rapport à 2016 (Cher : −2,48 %, France hors Mayotte : +2,11 %).
| 1793 | 1800 | 1806 | 1821 | 1831 | 1836 | 1841 | 1846 | 1851 |
| ---- | ---- | ---- | ---- | ---- | ---- | ---- | ---- | ---- |
| 304  | 453  | 497  | 256  | 204  | 194  | 188  | 216  | 250  |

| 1856 | 1861 | 1866 | 1872 | 1876 | 1881 | 1886 | 1891 | 1896 |
| ---- | ---- | ---- | ---- | ---- | ---- | ---- | ---- | ---- |
| 269  | 276  | 323  | 308  | 301  | 306  | 306  | 308  | 343  |

| 1901 | 1906 | 1911 | 1921 | 1926 | 1931 | 1936 | 1946 | 1954 |
| ---- | ---- | ---- | ---- | ---- | ---- | ---- | ---- | ---- |
| 307  | 343  | 306  | 305  | 290  | 247  | 212  | 249  | 235  |

| 1962 | 1968 | 1975 | 1982 | 1990 | 1999 | 2004 | 2006 | 2009 |
| ---- | ---- | ---- | ---- | ---- | ---- | ---- | ---- | ---- |
| 260  | 283  | 355  | 486  | 533  | 610  | 621  | 631  | 580  |

| 2014 | 2019 | 2022 | - | - | - | - | - | - |
| ---- | ---- | ---- | - | - | - | - | - | - |
| 565  | 549  | 551  | - | - | - | - | - | - |

## Culture locale et patrimoine

### Lieux et monuments

#### L'agglomération secondaire gallo-romaine
Le site antique de Drevant comprend deux fana, un établissement thermal et un théâtre.
Les ruines gallo-romaines (thermes 1, thermes 2, théâtre et sanctuaire dit forum, la basilique civile, au sud du sanctuaire) sont classées parmi les monuments historiques : liste de 1840. La summa cavea du théâtre est classée parmi les monuments historiques : arrêté du 6 août 1992. Inscription sur l’inventaire supplémentaire des monuments historiques : arrêté du 16 09 1991, annulée.
Peuvent être considérés comme classés sur la liste de 1840, les éléments fouillés par Hazé : 
- le premier édifice thermal, à cheval sur les parcelles AN 59 et 62 (école communale, propriété de la commune), et sur le domaine public communal non cadastré ;
- le second édifice thermal, à cheval sur les parcelles AN 82 335 (propriétés d'une personne privée), et sur le domaine public communal non cadastré ;
- le théâtre : n'était alors visible que la cavea, parcelle AN 274 (propriété de l’État) ;
- le sanctuaire appelé forum, parcelles AN 275 (propriété de l’État), AN 55 et 56 (propriétés d'une personne privée) et sur le domaine public communal non cadastré, ainsi que sur les parcelles ZI 33, 34, 35 (propriétés d'une personne privée).

Le classement du 6 août 1992 a ajouté la parcelle AN 67, correspondant à la summa cavea du théâtre (propriété de l’État). D'autres parcelles correspondant à la summa cavea, propriétés privées, restent à protéger.

#### Le prieuré Saint-Julien de Drevant

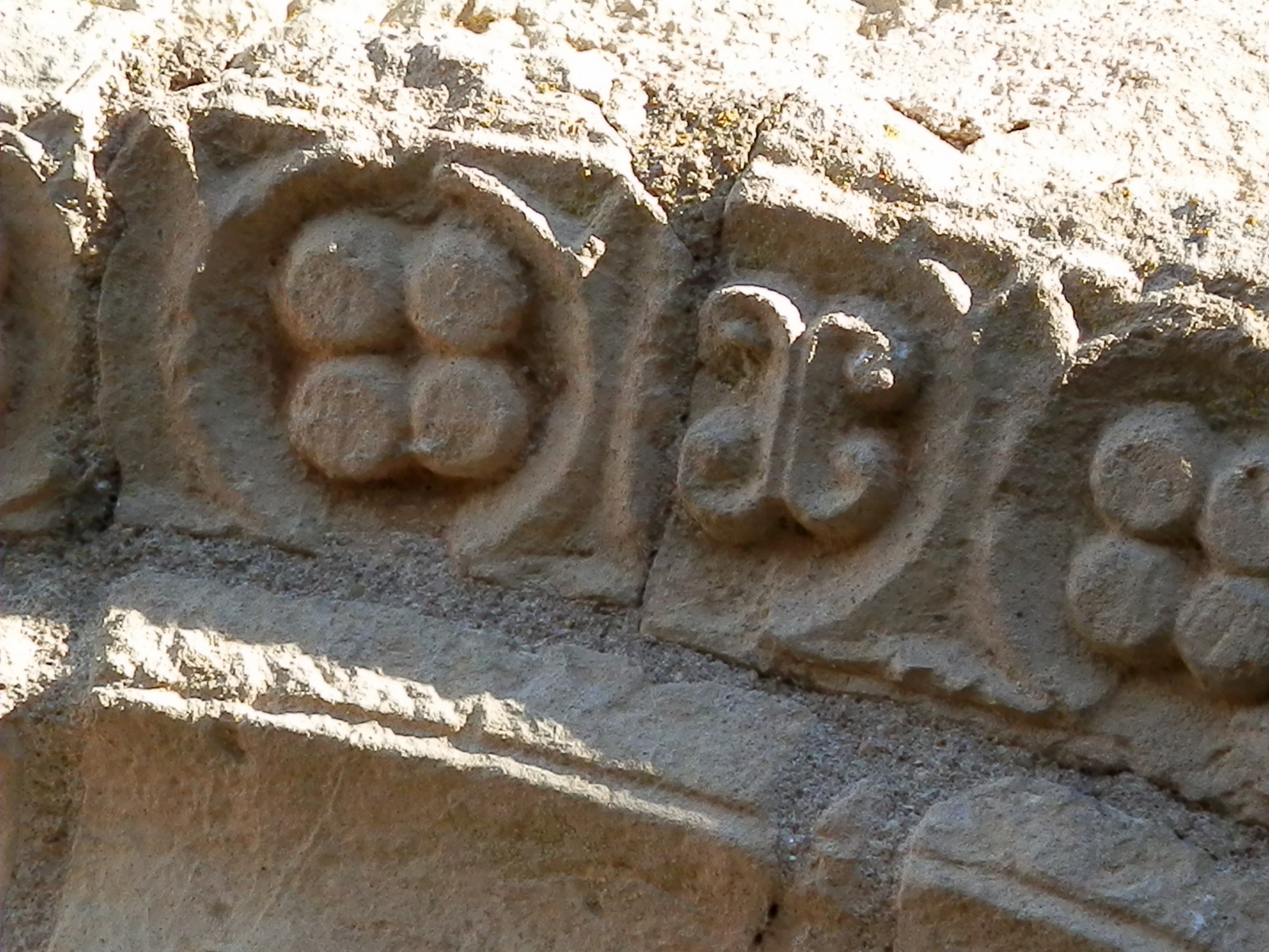
Détail de la façade du prieuré

Le prieuré roman, dépendance de l'abbaye de Moutier-d'Ahun (Creuse), possède une façade ouvragée de style poitevin composée d'une corniche avec 8 beaux modillons et de 3 arcades. La façade du prieuré est inscrite sur l’Inventaire supplémentaire des monuments historiques (arrêté du 2 mars 1926).
Son domaine était vaste, il possédait bâtiments, terres, port, bac sur le Cher, etc.
C'est devenu une propriété privée sur la parcelle AN 119, depuis 1791, lors de sa vente comme bien national ; le reste du domaine a été divisé et vendu à différentes personnes.
En 2015, le prieuré de Drevant devient membre de la Fédération européenne des sites clunisiens à la suite des recherches historiques de ses propriétaires actuels ; il a fêté les 960 ans de l'acte de donation à l'abbaye du Moutier-d'Ahun.
En 2018, ses rendez-vous culturels sont labellisés par le ministère de la Culture pour l'année européenne du patrimoine culturel et il reçoit en 2020, 2021, 2022, 2023, 2024, 2025, le label "Nouvelles Renaissances" de la région Centre Val de Loire.

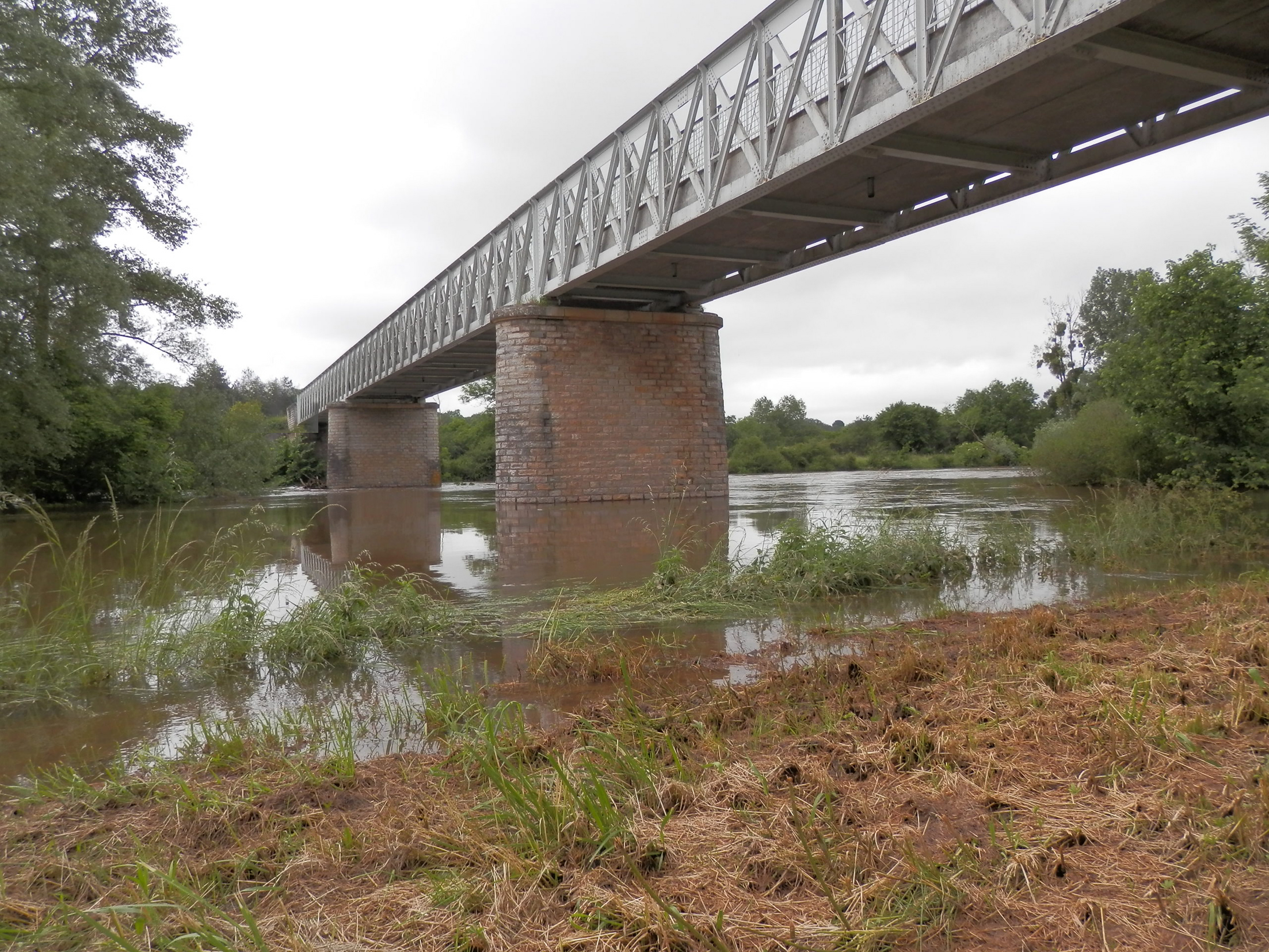
Pont sur le Cher entre Drevant et La Groutte (D97)

#### Autres monuments
- L'église : chœur du XVe siècle, mobilier interieur XIX ème (autel,statues), horloge XVIIIe à une aiguille en façade, acrotère provenant du site gallo-romain, escalier menant au clocher XIX ème ; ruban du patrimoine en 2004 pour rénovation de l'enduit intérieur.
- Le pont du Cher, de style Eiffel, construit par la société Hachette et Driout de Saint-Dizier, inauguré le 17 avril 1898, enjambant le Cher vers La Groutte sur 84 m.

#### Le canal de Berry
- Le canal de Berry passe à Drevant ; il y longe le Cher qu'il surplombe (à voir : le pont-levis de Marigny, en bois).

#### Patrimoine rural
- Granges à auvent ;
- Loges de vignes ;
- Puits.

### Vie culturelle
Drevant possède une Maison du Patrimoine qui accueille des expositions.
Chaque année, durant les deux jours du premier week-end du mois de juillet, ont lieu Les Derventiales. Ce festival attirant plus de 2 000 visiteurs rassemble plusieurs troupes de reconstitution historique travaillant sur le thème des Celtes et des Romains. Ils font revivre l'artisanat, le domaine militaire, la vie de camp, donnant un aperçu de ce qu'était la vie de tous les jours au temps de nos ancêtres.
- Le sentier de César, randonnée pédestre et équestre en mars ;
- Les 5 heures de Drevant, course nationale de motos verte par équipage en juin ;
- Fête de Drevant et vide-greniers en juin ;
- Fête du canal en août ;
- Journées Européennes du Patrimoine en septembre ;
- Concert musical à l'église, en novembre ;
- Marché de Noël en décembre ;
- Rendez vous culturels annuels du PRIEURÉ de Drevant  alliant des expositions commentées et labelliséees relatives à l'Histoire et à la création artistique contemporaine. CRHEA : cercle de recherches historiques et expression artistique du domaine du prieuré de Drevant.

. Georges Simenon s'est inspiré de son passage à Drevant dans son roman Maigret et le tueur.

### Personnalités liées à la commune
- Jacques Alfred Brielman (1834-1892) a peint un tableau intitulé Les vieux arbres de Drevant, près Saint-Amand-Montrond (Cher) qui a été présenté au Salon des artistes français en 1881.